# Tux Racer
Tux Racer é um jogo de computador 3D estrelado pelo pinguim Tux, mascote do Linux. No jogo, o jogador tem que conduzir Tux, ou um dos três outros personagens, em um percurso de neve escorregando com o objetivo de coletar o maior número de peixes espalhados pelas telas. Deslizando em percursos de água congelada obtém-se uma maior velocidade. Deslizando na neve, a velocidade é menor, porém a estabilidade é maior. Ao deslizar em formações rochosas desprovidas de qualquer gelo, o personagem reduz drasticamente a velocidade.

## Legado
Apesar de a produção do jogo ter cessado, certos forks de Tux Racer ainda existem, incluindo Open Racer, um fork de código aberto originário do Tux Racer criado por Nathan Matias para SourceForge em 2001; esta versão acabou por ser abandonada. Um fork intitulado  PlanetPenguin Racer , uma versão melhorada da versão licenciado sob GPL, de Tux Racer , foi criada; no entanto, foi interrompida em 2006, com a versão mais recente sendo em 2005. Outros projetos baseados em PlanetPenguin Racer intitulados Extreme Tux Racer foram lançados em setembro de 2007. Um arcade redemption game intitulado Tux Racer Arcade foi lançado pela Roxor Games.